# 2008 a kriminalisztikában
Ez a lap 2008 jelentősebb bűnügyeit illetve azokkal kapcsolatos információkat sorol fel.
- február 11. – Esztergom-Kertvárosban agyonlőtték Borbély Zoltán rendőr zászlóst.

- október 22. – Magyarország: A Fővárosi Bíróságon első fokon felmentették Hajdú Lászlót, akit a 2002-ben elkövetett móri bankrablással gyanúsítottak, de más bűnügyek miatt 17 évnyi fegyházbüntetéssel sújtották.[1]
- november 23. – Magyarország: Kiskunlacházán gyilkosság áldozata lett a 14 éves Horák Nóra[2]